# 通纳
通纳（德語：Tonna）是德国图林根州的市镇，隶属于哥达县。总面积为30.5平方千米，截至2023年12月31日总人口为2,910人。